# Samerberg
Samerberg è un comune tedesco di 2 622 abitanti, situato nel land della Baviera.